# Stanovništvo Bjelorusije
Stanovništvo Bjelorusije pretežno čine Bjelorusi.
Prema popisu stanovništva iz 2009. godine, broj stanovnika je 9,503.807. Bjelorusi čine 83,7% od ukupnog stanovništva. Sljedeće najveće etničke skupine su: Rusi (8,3%), Poljaci (3,1%) te Ukrajinci (1,7 %). U Bjelorusiji su dva službena jezika: bjeloruski i ruski. Od 1990. godine, samo je bjeloruski bio službeni jezik, a ruski je to postao nakon referenduma 1995. godine. U Bjelorusiji stoljećima su strani vladari potiskivali bjeloruski jezik. U Sovjetskom Savezu na prostoru Bjelorusije, službeni jezik u školama i ustanovama bio je samo ruski. U gradovima se više cijenio ruski, dok se bjeloruski govorio uglavnom na selu. Ova dva jezika slična su pa je većina stanovništva dvojezična, razumiju oba jezika. Službeno pismo je ćirilica. Kao prvi jezik, ruski koristi čak 72% stanovništva, dok bjeloruski, samo 11,9%. Nacionalne manjine govore i: poljski, ukrajinski i jidiš. U Bjelorusiji postoji miran i skladan suživot između većinskog naroda i manjina, zbog sličnosti u jeziku i običajima.
Gustoća stanovništva je 48 ljudi po četvornom kilometru. U gradovima živi 70% stanovništva. Nakon Drugog svjetskog rata bilo je samo 20% gradskog stanovništva. Broj se naglo povećao, zbog gospodarske krize na selu i masovne sovjetske industrijalizacije u gradovima. Bjelorusija je pretrpjela strašne gubitke stanovništva tijekom povijesti, a naročito prije, za vrijeme i nakon Drugog svjetskog rata. 
Na prostoru Bjelorusije, vodile su se žestoke borbe između Sovjetskog Saveza i nacističke Njemačke. Poginulo je 20% stanovništva tj. oko 2,2 milijuna ljudi. Još oko 700.000 stanovika poginulo je od progona sovjetskog režima. Prije Drugog svjetskog rata, Židovi su činili 10% stanovništva, a u gradovima poput Minska, Hrodne i Pinska čak i preko 50%. Danas ih ima 10% od nekadašnjeg broja. Nakon Drugog svjetskog rata, doselio se velik broj Rusa, koji su se lako uklopili.
Minsk je glavni i najveći grad i ima 1,836.808 stanovnika Gomelj s 481.000 stanovnika drugi je najveći grad. Ostali veliki gradovi su: Mogiljov (365.100 stanovnika), Vitebsk (342.400 stanovnika), Grodno (314.800 stanovnika) i Brest (298.300 stanovnika).
Kao i mnoge druge europske zemlje, Bjelorusija ima negativnu stopu rasta stanovništva i negativan prirodni rast. Pobačaj u Bjelorusiji legalan je od 23. studenog 1955., kada je Bjelorusija bila jedna od republika Sovjetskog Saveza. Trenutni zakon o pobačaju datira od 31. prosinca 1987. i jedan je od najliberalnijih zakona o pobačaju u Europi. Godine 2007., broj stanovnika smanjio se za 0,41%, a stopa fertiliteta bila je 1,22. Stopa migracija je vrlo mala. Godine 2007., 69,7% stanovništva činila je populacija u dobi od 14. do 64. godine starosti, 16% je mlađih od 14. godina, dok 14,6% stanovništva ima 65 ili više godina. Populacija postepeno sve više stari. Prosječna dob je 37 godina, a procjenjuje se da će će biti između 55 i 65 godina u 2050. godini. Prosječni životni vijek je 68,7 godina (63,0 godina za muškarce i 74,9 godina za žene). Više od 99% Bjelorusa su pismeni.